# Gaston Eysselinck
Gaston Edmond Thomas Eysselinck (Tienen, 12 oktober 1907 - Oostende, 6 december 1953) was een Belgisch architect en meubeldesigner. Hij schiep op korte tijd een beperkt maar krachtig oeuvre. Volgens Huib Hoste was Eysselinck een van de radicaalste figuren binnen de avant-garde.

## Biografie

### Opleiding en begin van zijn carrière in Gent
Zijn beide ouders waren afkomstig van Ninove, vader Eysselinck was in Tienen aanbeland als bediende bij de maatschappij van de spoorwegen. Gaston Eysselinck kreeg een opleiding aan de Koninklijke Academie voor Schone Kunsten te Gent, waar hij les kreeg van onder meer Geo Henderick. Eysselinck wist op korte tijd buitenlandse invloeden op persoonlijke wijze te interpreteren. 
Tijdens een studiereis door Nederland in 1929 leerde de architect zowel gebouwen van de Amsterdamse School als werk van Dudok, Oud en Gerrit Rietveld kennen. De gevelopbouw van de woning Serbruyns (1930) aan de Koningin Fabiolalaan nr. 71 verduidelijkt hoe hij de vormentaal van De Stijl interpreteerde. Rond die tijd die komt hij via Le Corbusiers werk Vers une architecture in contact met de toen heersende Europese stromingen. 

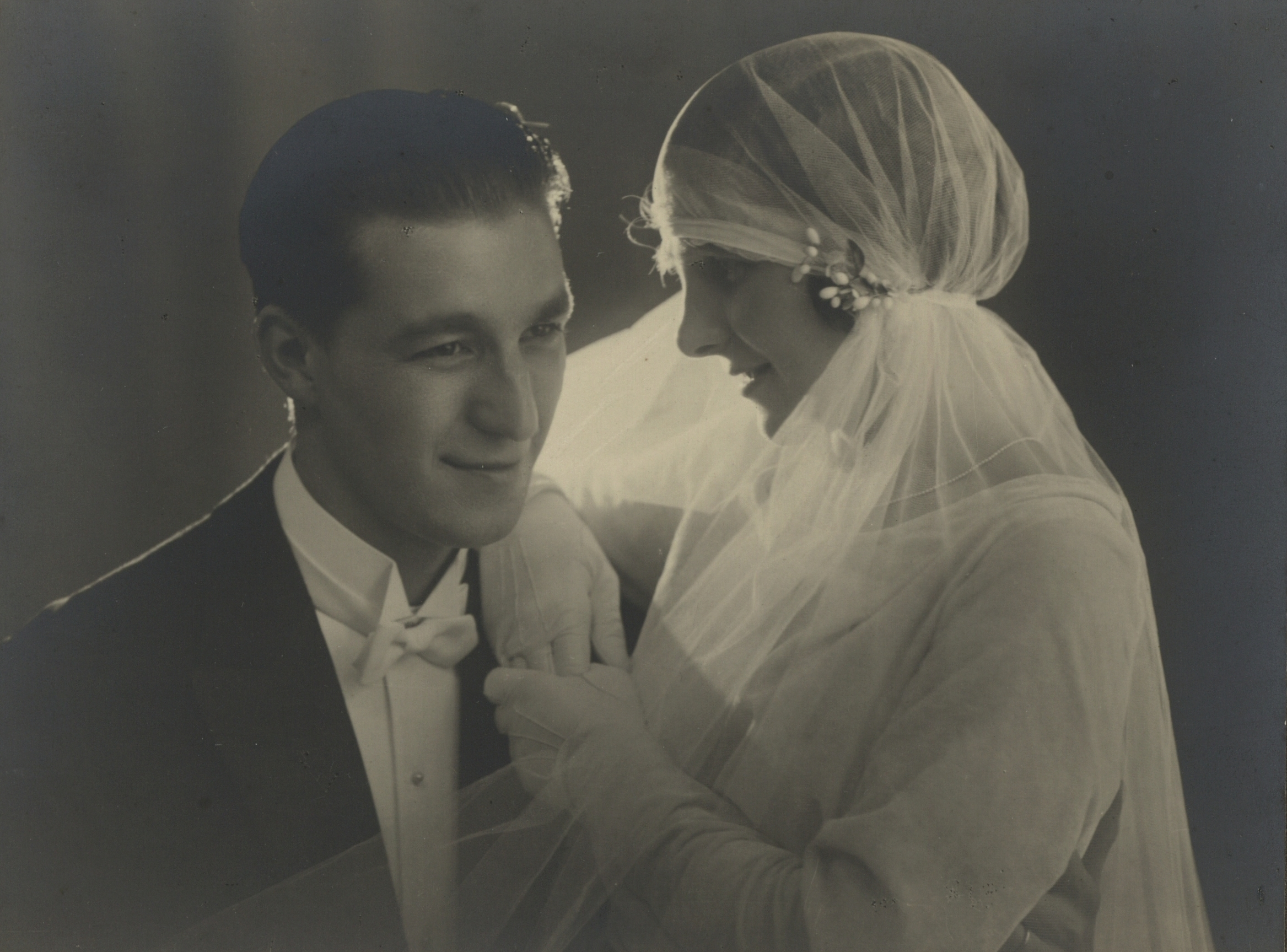
Eysselink en bruid (c.1930)

In 1930 bezocht Eysselinck op zijn huwelijksreis de Weissenhofsiedlung in Stuttgart. Hij maakte er kennis met de Citrohanwoning van Le Corbusier. Begin jaren 1930 wist hij met zijn eigen woning aan de Vaderlandstraat te Gent al deze elementen tot een synthese te brengen. Voor deze woning ontwierp Eysselinck in 1932 een serie stalen buismeubelen die later in productie kwamen onder de naam FRATSTA, wat staat voor Fabriek van RATionele STAalmeubelen. Een deel van deze meubelen bevindt zich in de collectie van het Gentse Design Museum. Dit museum bewaart ook het archief van de ontwerper. 
De ontwerper was ook docent aan de Koninklijke Academie in Gent en Antwerpen en voor een tijd redactielid van het tijdschrift La Cité. In 1937 won hij de Prijs Van de Ven voor de woning Verplancken/Haerens te Gent (Patijntjesstraat nr 44, 1934-35).

### Leraar
Van 1933 af was Gaston Eysselinck leraar aan de Koninklijke Academie voor Schone Kunsten te Gent en van 1945 af gaf hij ook les aan de Academie te Antwerpen.

### Oostende
Na de Tweede Wereldoorlog was Eysselinck vooral actief in Oostende.

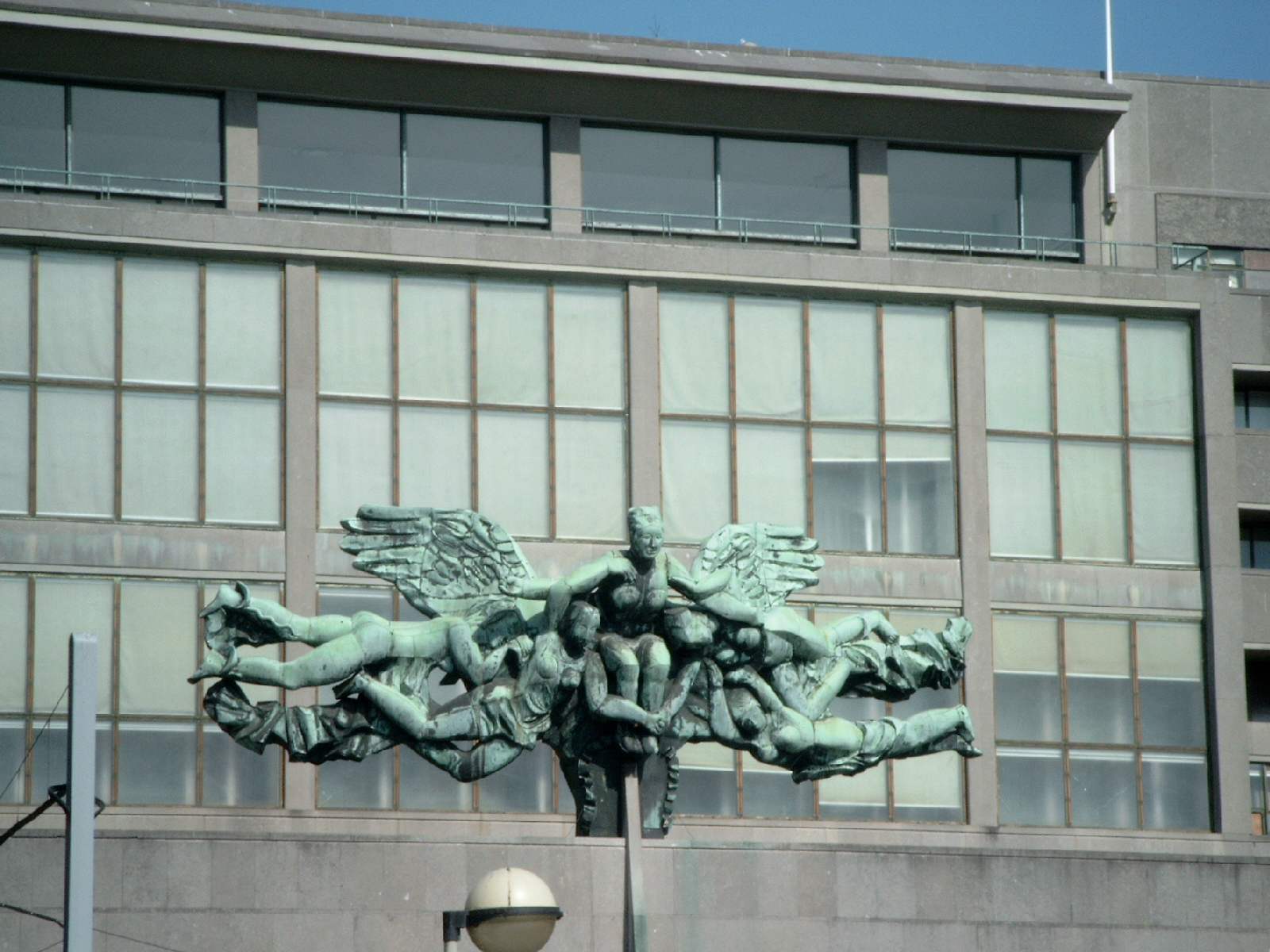
Het beeld van Cantré dat Eysselinck absoluut voor zijn creatie wou geplaatst zien

De eigen woning in Gent (1930-1931) en het Postgebouw in Oostende (1946-1953) zijn bepalende bakens binnen het Belgische architectuurlandschap van de 20e eeuw. Immers in zijn eigen woning weet hij het gedachtegoed van het nieuwe bouwen op vindingrijke wijze aan te passen aan de eisen van de locatie van het gebouw en de door Le Corbusier geformuleerde Vijf punten van een nieuwe architectuur op niet dogmatische wijze toe te passen. Deze woning wendt hij aan als een proefstation voor zijn eerste grote openbaar gebouw, het Postgebouw van Oostende. Het uiteindelijk ontwerp is het resultaat van een moeizaam ontstaansproces met verschil in visie met de Oostendse bouwadministratie, meer bepaald met architect-urbanist Jean-Jules Eggericx. Tijdens de uitvoering van het postgebouw ontstonden er in 1953 meningsverschillen tussen de architect en de opdrachtgever (de Regie voor Telefonie en Telegrafie) over het plaatsen van een beeldhouwwerk van Jozef Cantré voor het gebouw. Eysselinck vond dat de ronde vormen van het beeld nodig waren om de strakke lijnen van zijn gebouw te breken en aan te vullen. Men ontzegde hem ten slotte de toegang tot de werf. Het beeld van Cantré werd tien jaar na zijn dood toch geplaatst. 
Eysselinck was ook erg begaan met het personeel en de werkmensen. Zo voorzag hij de refter voor het personeel in het postgebouw in Oostende bovenaan met een prachtig uitzicht op Oostende.

### Tragisch einde
Eysselinck pleegde zelfmoord op 6 december 1953 na financiële moeilijkheden, huwelijksproblemen en twee maanden nadat zijn nieuwe vriendin Georgette Troy overleden was aan kanker. Hij liet ook een afscheidsbrief achter. In dit verband stelt architect Albert Bontridder in Dialoog tussen licht en stilte: Mag men herinnerd worden aan het jammerlijke einde van een der meest verdienstelijke persoonlijkheden van de periode tussen de twee wereldoorlogen, architect Gaston Eysselinck, die het krachtige postgebouw van Oostende oprichtte, en die vrijwillig de dood is ingegaan, nadat tal van zijn ontwerpen schipbreuk leden.

## Architecturaal oeuvre
- 1930: Lijstenmakerij Serbruyns, Koningin Fabiolalaan 71 te Gent en woning Serbruyns (nr 72)
- 1930-1931: Atelierwoning Gaston Eysselinck, Vaderlandstraat 120 in het Miljoenenkwartier in Gent (beschermd in 1994)
- 1932: Woning De Waele, Abdisstraat 8 te Gent
- 1932: Woning De Clerck, Abdisstraat 12 te Gent
- 1933: Woning Van Hoogenbemt, Auwegemvaart Mechelen (beschermd in 1995)
- 1933: Woning Contryn, Auwegemvaart te Mechelen (beschermd in 1995)[noot 2]
- 1933-1934: Woning F. Peeters, Ter Rivierenlaan 55 te Deurne (beschermd in 1995)[3][4]
- 1934: Woning Van Waes, Kortedagsteeg 41 te Gent[noot 3]
- 1934: Fabriek voor lijsten voor Serbruyns, Afsneelaan 62, Gent
- 1934: Flieberge Magazijn, Schoolstraat-Nieuwestraat, Gent
- 1934: Woning Rombauts, Vogelvangstlaan 13 te Bosvoorde (verbouwd door de architect)
- 1934: Woning Arends, Patijntjesstraat 166 te Gent
- 1934: Woning De Baive, Patijntjesstraat, Gent
- 1934: Woning Verplancken/Haerens, Patijntjesstraat 44, Gent[noot 4]
- 1934: Woning Dr Calant, Gevaertsdreef 6 te Oudenaarde
- 1935: Magazijnen Defauw, Magelijnstraat 31, Gent (verbouwd)
- 1935: Woning K. Cornel, Zwijnaardesteenweg, Gent (verbouwd)
- 1935: Woning Prof. L. De Coninck, Verschansingstraat, Mariakerke (Gent)
- 1937: Appartementsgebouw, Pekelharing, Gent
- 1937: Woning De Buck, Voetbalstraat, Gentbrugge
- 1937: Rijwoning Vermarcken, Henri Pirennelaan 68 te Gentbrugge (beschermd in 1995)
- 1937: Woning Stuyck, Zwijnaardsesteenweg, Gent
- 1939: Woning Louis Brounts, Sint-Martens-Latem
- 1939: Woning Jules De Sutter, Sint-Martens-Latem
- 1939: Woning Devolder, Sportstraat, Gent
- 1940: Woning Dr Lambrechts, Rozenbroekstraat, Sint-Amandsberg
- 1946-1953: Postgebouw Oostende, Hendrik Serruyslaan 18 te Oostende met in 1963 geplaatst beeldhouwwerk van Jozef Cantré[noot 5]
- 1952-1953: Woning De Wispelaere, Acacialaan 6 te Mariakerke[noot 6]
- 1949-1955: Voormalig warenhuis van de verbruikerscoöperatieve Samenwerking Economie Oostende Gentstraat 6 en Romestraat 11 te Oostende[noot 7]

## Galerij

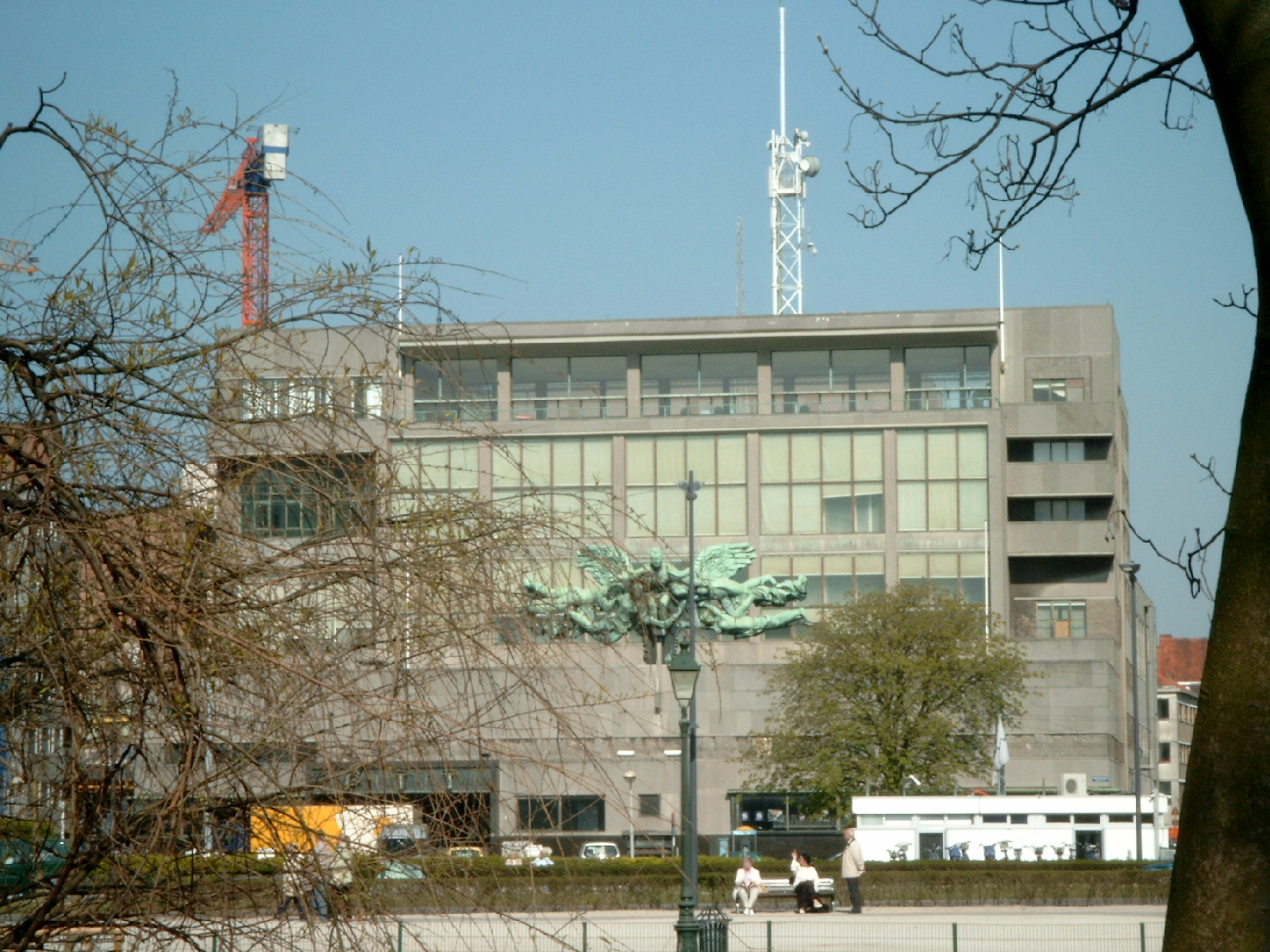
Voormalig postgebouw Oostende met beeld van Jozef Cantré (1946-1953)
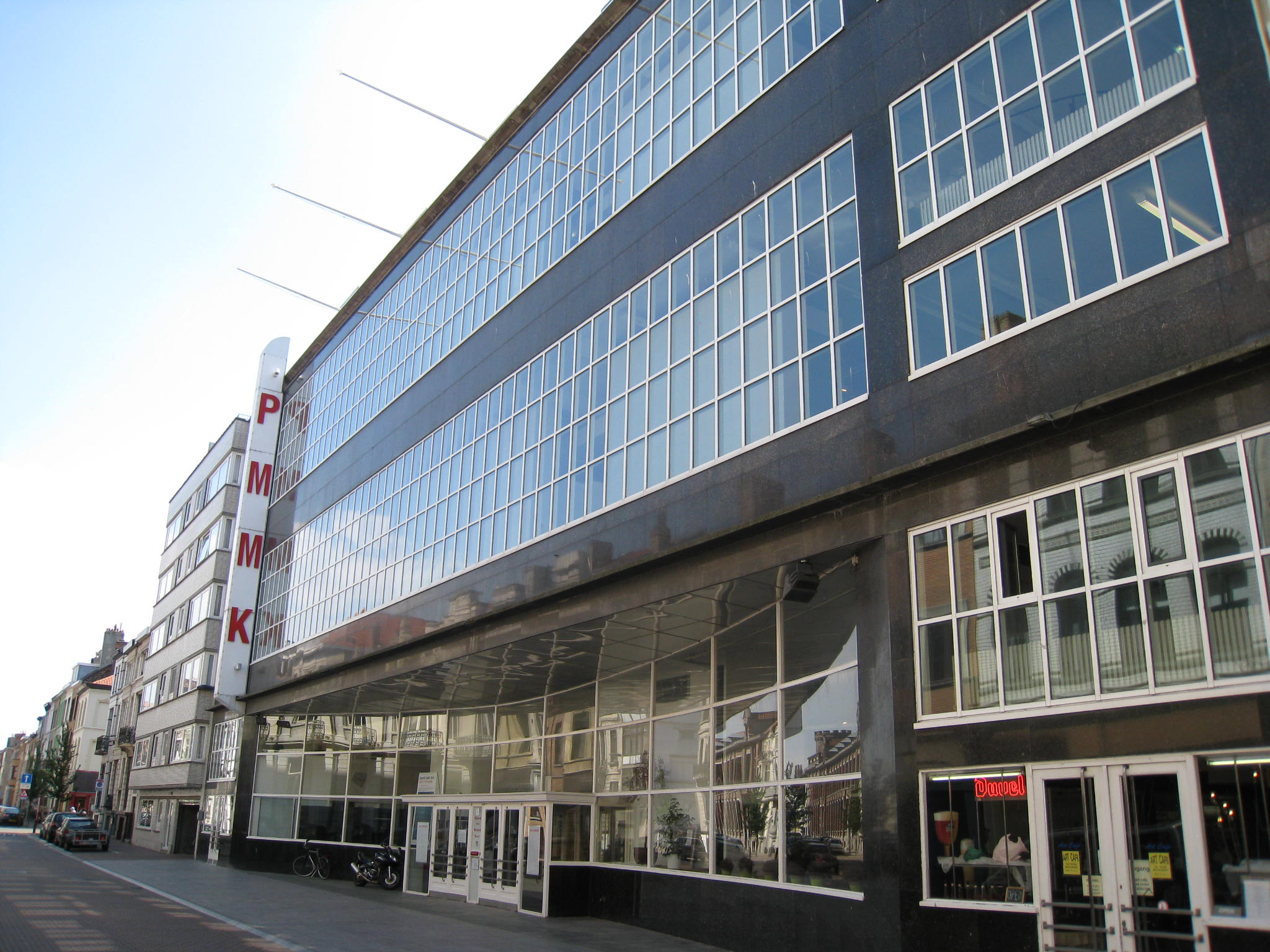
Warenhuis SEO, voor de Socialistische Coöperatieve (1949-1955) nu Mu.ZEE
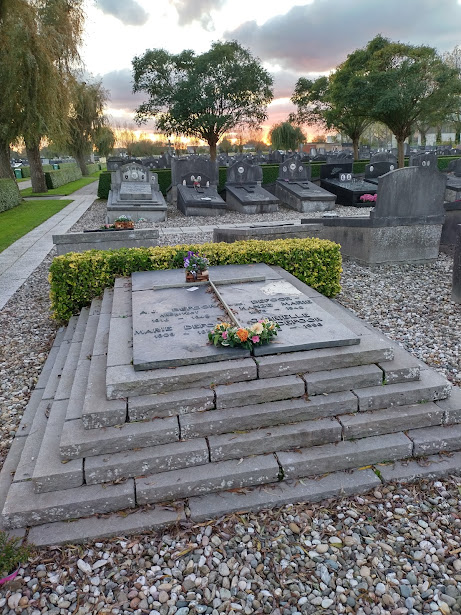
Grafmonument van Eysselinck voor de familie Defour.
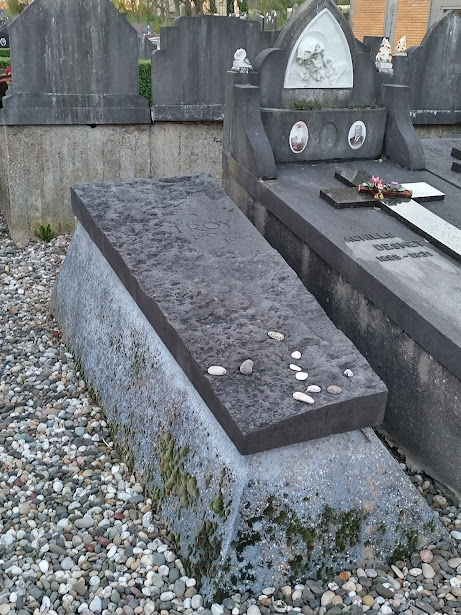
Graf voor zijn vrouw ontworpen door architect Eysselinck.